# Claude Ryan

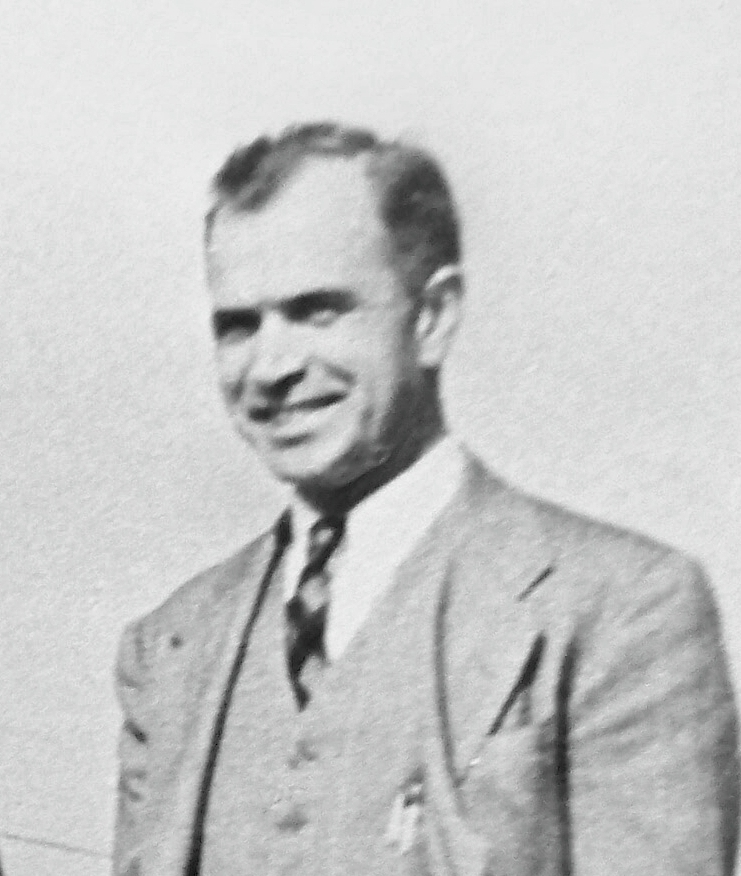
Claude Ryan

Tubal Claude Ryan, född 3 januari 1898 i Parsons, Kansas, död 11 september 1992 i San Diego, Kalifornien, var en amerikansk flygare och flygplanskonstruktör. 
Ryan flygutbildades vid U.S. Air Service Flight School vid March Field Kalifornien 1921. Året efter köpte han en överskotts Jenny från flygvapnet och från ett litet flygstråk i San Diego bedrev han flygskola och rundflygverksamet. För pengarna han drog in köpte han sex stycken biplan som han försåg med täckta sittbrunnar för att kunna transportera passagerare. Med flygplanen grundade han flygbolaget Ryan Flying Company. Bolaget inledde 1925 de första linjeflygning året runt i USA med flyglinjen från San Diego–Los Angeles. Flygbolaget blev framgångsrikt och man behövde nyare och fler flygplan. För att få tillgång till flygplan som passade flygbolagets behov startade han en tillverkning av egna konstruktioner. Hans första konstruktion Ryan M-1 blev ett transportflygplan för post, det var det första monoplan som serietillverkades i ett större antal i USA. Under 1925 byter flygbolaget namn till Ryan Airlines och Rayan säljer flygverksamheten till sin kompanjon B.F. Mahoney. Han startar i början av 1930-talet Ryan School of Aeronautics och Ryan Aeronautical som bedriver flygskolverksamhet respektive tillverkning av flygplan. 1934 kommer skolflygplanet Ryan ST, som antas av US Army Air Force som skolflygplan under benämningen PT-22. Över 22 000 piloter fick sin flygutbildning i flygplanstypen under andra världskriget. Efter kriget fortsatte Ryan med konstruktioner av olika experimentflygplan och obemannade luftfarkoster. Han drog sig bort från aktiv ledning av sitt företag 1969.